# آنتانامبائونامبرینا
آنتانامبائونامبرینا (به لاتین: Antanambaon'amberina) یک منطقهٔ مسکونی در ماداگاسکار است که در ماندریتسارا واقع شده‌است. آنتانامبائونامبرینا ۶٬۰۰۰ نفر جمعیت دارد و ۵۷۵ متر بالاتر از سطح دریا واقع شده‌است.